# Напади у Северној Косовској Митровици
Напади у Северној Косовској Митровици односе се на низ инцидената који су се догодили 2. јула, 11. септембра и 28. септембра 2010. године.

## 2. јула
Експлозивна направа бачена је на групу косовских Срба који су протестовали против намере Владе да отвори владину канцеларију у том крају, где живе косовски Срби. Једна особа је погинула, а једанаест је повређено. И косовске и српске власти осудиле су напад. До данас нема осумњичених за напад. Челници севернокосовских општина у Северној Митровици, Звечану, Лепосавићу и Зубином Потоку прогласили су 3. јул даном жалости.
Премијер Србије Мирко Цветковић изјавио је да овакво насиље представља терористички напад.

## 11. септембра
После четвртфинала Светског првенства у кошарци, где је Турска победила Србију, дошло је до туче између косовских Албанаца и косовских Срба. Једног српског младића је Еулексов полицајац упуцао и ранио у руку, тројицу лакше ранио, укупно њих седморо је повређено, укључујући и војника Еулекса.

## 28. септембра
Експлозивна направа од 200 грама ТНТ-а уништила је ћелију мобилног оператера који опслужује Албанце. Повређена је трогодишња Српкиња која није животно угрожена. Кровни простор је изнајмио локални Србин који ради за косовску полицију. Еулекс и Кфор су стигли на лице места и блокирали Северну Косовску Митровицу.